# Bepoederde waterroofkever
De bepoederde waterroofkever of slijktor (Rhantus suturalis) is een keversoort uit de familie waterroofkevers (Dytiscidae). De wetenschappelijke naam van de soort is voor het eerst geldig gepubliceerd in 1825 door W.S.Macleay.